# Замок Кохем
Замок Кохем (нем. Reichsburg Cochem) — бывший имперский замок в немецком городе Кохем на реке Мозель в федеральной земле Рейнланд-Пфальц.

## Основная информация
Типичный высотный замок, расположенный на труднодоступной возвышенности, что могло быть большим преимуществом в случае опасности. Четверо ворот, расположенные друг за другом, мощные стены и рвы должны были обеспечить замку надежную защиту. Последним убежищем для защитников являлась мощная 40-метровая башня; толщина её стен в верхней части составляет 1,80 м, в нижней — 3,50 м. Её возраст около 1000 лет.
Замок, вероятно, основанный лотарингскими пфальцграфами, с самого начала обладал имперским статусом, и долгое время служил пфальцграфам одной из резиденций. Затем, с 1151 до 1294 года он принадлежал Штауфенам, регулярно оказываясь в центре территориальных притязаний кёльнских архиепископов.
Король Адольф Нассаусский, чтобы получить средства на свою коронацию, отдал замок в залог архиепископу Трира; последовавший ему Альбрехт I не смог заплатить по этому обязательству, и вынужденно назначил епископов Трира наследными бургграфами Кохема.
В 1689 году замок Кохем, как и почти все укрепления на Рейне и Мозеле, был полностью разрушен войсками французского короля Людовика XIV в ходе войны за пфальцское наследство.
По итогам Венского конгресса Кохем стал прусским владением, и в 1868 году руины были куплены за 300 золотых марок жителем Берлина Луи Равене, с намерением построить для своей семьи летний дворец в модном тогда неоготическом стиле. Восстановление длилось около 9 лет. В 1942 году потомкам Луи Равене пришлось продать замок прусскому министерству юстиции, вслед за чем в 1943 году здесь была открыта партийная юридическая школа.
После Второй мировой войны замок был передан в 1947 году в собственность федеральной земли Рейнланд-Пфальц. В 1978 году сооружение смог приобрести город Кохем, которому он принадлежит и по сей день. В память о Луи Равене одна из улиц Кохема называется Равенештрассе.

### Столовая

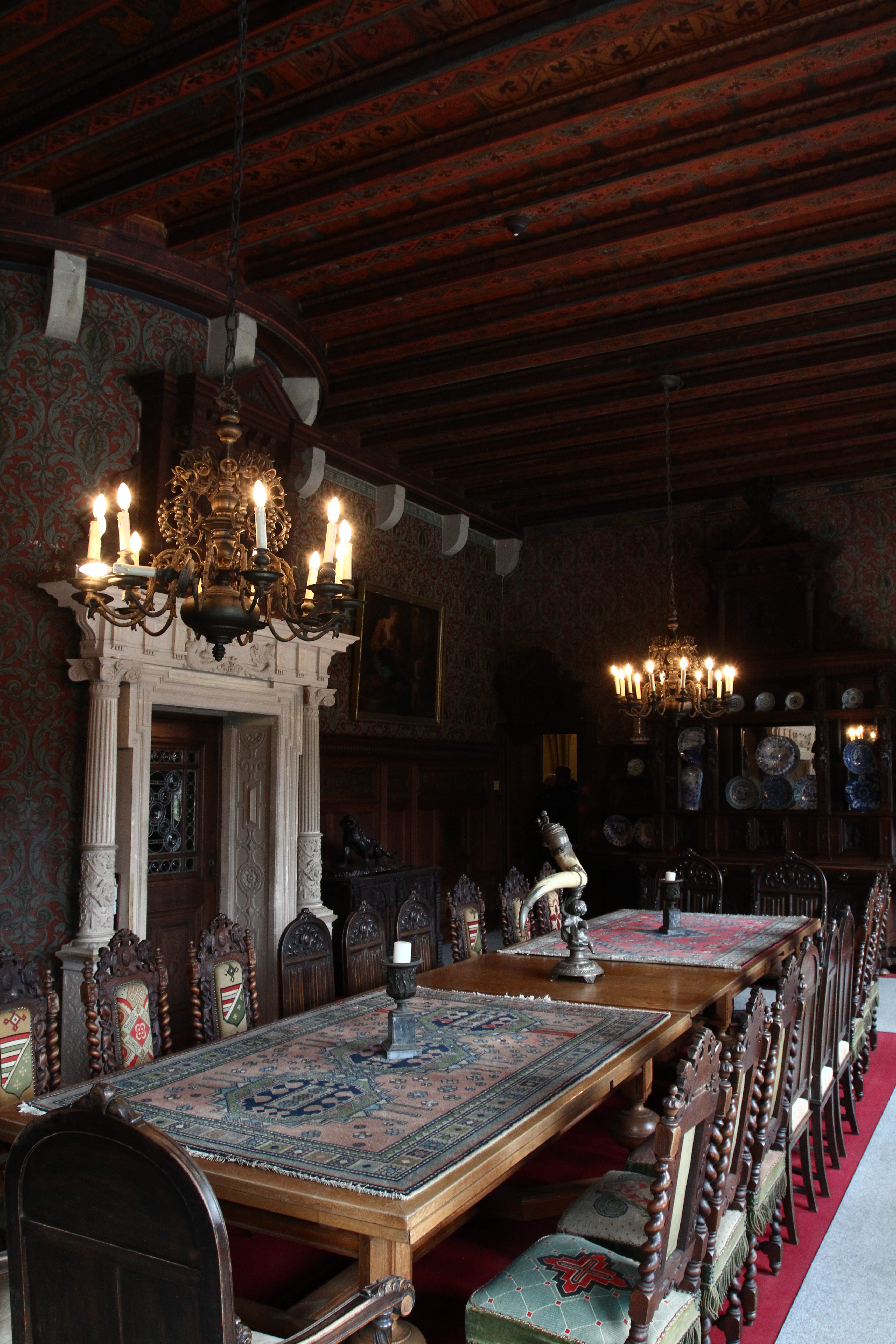
Столовая

В этом зале стены, двери и мебель украшены оригинальной резьбой по дереву. Из мебели особенно выделяется массивный буфет (мебель) высотой 5,0 и шириной 4,5 м, украшенный резьбой и интарсиями. Потолок перекрыт балками и украшен рисунками (исполнены выжиганием, затем расписаны). В мотивах рисунков потолка доминирует имперский двуглавый орёл. Стены богато украшены орнаментом и выложены высокой плиткой с изображением сцены распятия Христа и символических фигур верности (Фидес) и любви к ближним (Каритас). В угоду Ренессансу с правой стороны буфета встроена дверь, через которую нельзя ни выйти, ни войти, так как в стене нет дверного проёма.

### Готическая комната
Комната названа так из-за готического потолка. Эта комната была самой тёплой в замке, она постоянно отапливалась камином, поэтому она предназначалась для женщин. Другое её название «камината», то есть отапливаемая камином. Камин выложен кафелем из города Дельфт. Мебель, представленная в этой комнате — оригинальная мебель XVII—XVIII веков, украшенная интарсиями. Для украшения мебели также широко использовались слоновья и черепашья кость. В этой комнате стоит обратить внимание на комод в стиле Барокко и голландский секретер, изготовленный из корней орехового дерева. На стенах портреты XVII—XVIII веков.

### Комната в романском стиле
И здесь название пошло от конструкции потолка, который образован крестообразным сводом. Над дверью невысокий свод, характерный для этого стиля. Стены снизу обшиты досками из сундуков XVII века, где изображены знаки зодиака и портреты Апостолов. На кафельных плитках печи, изготовленной в XVI веке в городе Нюрнберг, изображены князья Израиля. Стены за печью в целях огнезащиты покрыты дельфтским кафелем. На потолке изображены символические фигуры Мужества, Мудрости, Справедливости и Уравновешенности. Мебель представлена так называемым штолленшранком — шкафом на довольно высоких ножках, изготовленном в XVI веке.

### Переход над крепостными воротами

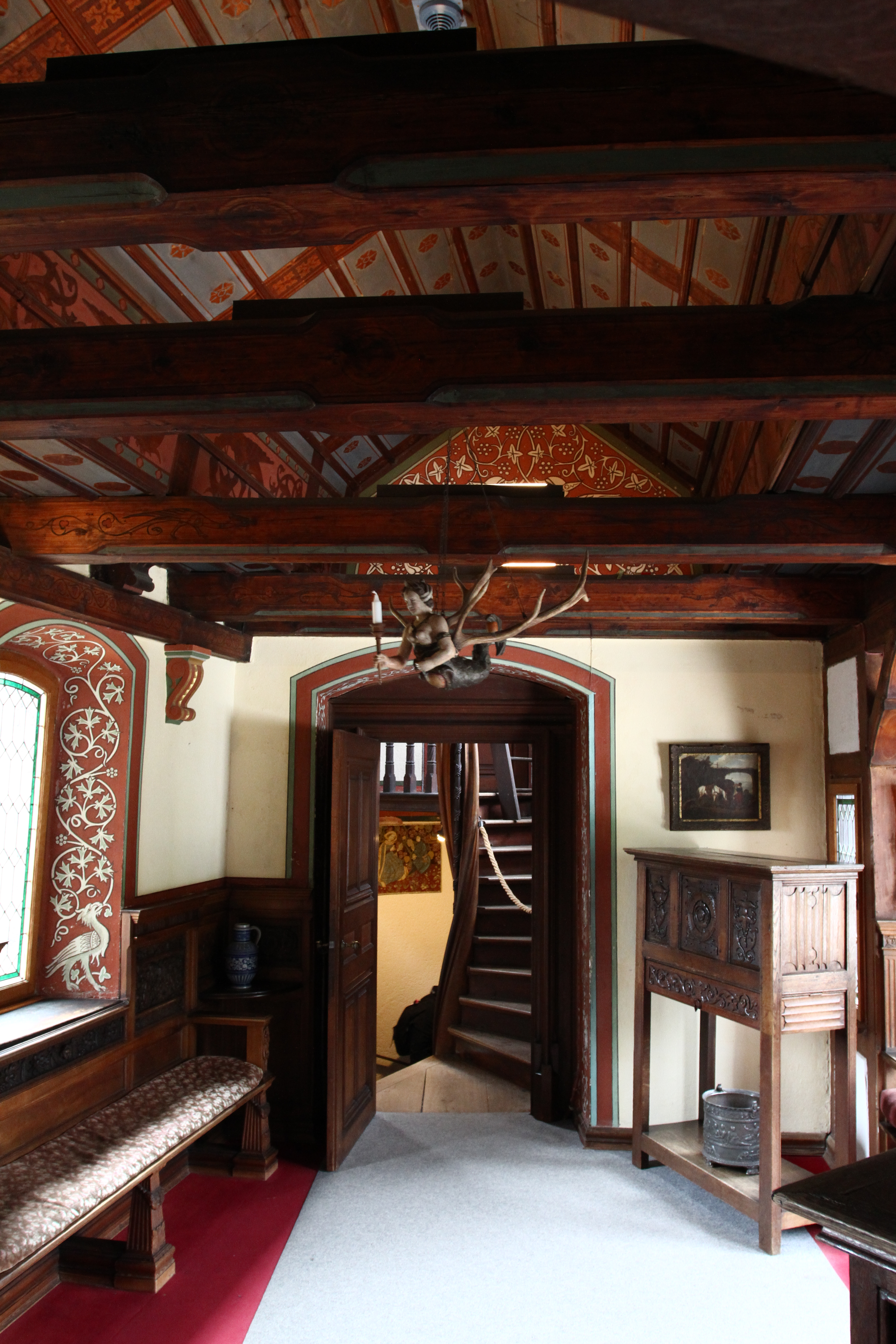
Переход над крепостными воротами

Это помещение соединяет строения вокруг главной башни со строениями, расположенными по внутреннему периметру замка. Потолок украшает люстра в форме русалки — в Средние века её фигура являлась символом защиты от злых духов. Наверху, на балке, написана пословица, советующая окружать себя не только предметами, приносящими пользу, но и предметами искусства. Винтовая лестница ведет в охотничью комнату.

### Охотничья комната

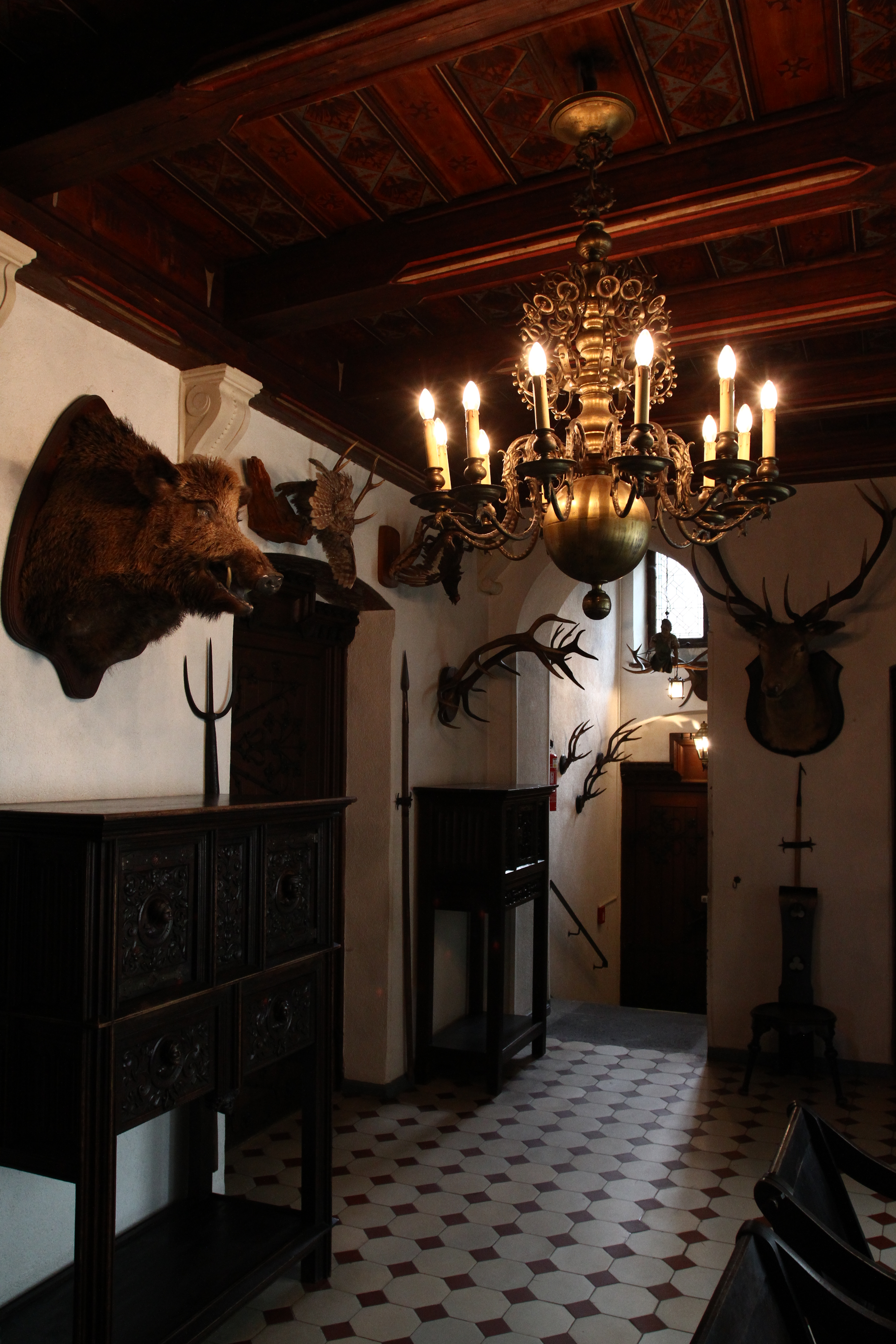
Охотничья комната

На стенах комнаты представлены охотничьи трофеи из окрестных лесов. Здесь также выставлены высокие деревянные шкафы XVI века. Здесь стоит обратить внимание на стекла на окнах — они выпуклой формы, так называемый «бычий глаз». На стёклах изображены гербы прежних владельцев замка. Примерно так выглядели первые стёкла, использовавшиеся для остекления окон в XV веке. Большие оловянные кружки, представленные на столе, соответствовали дневному рациону вина рыцаря средневековья (около 5 литров). На двери можно увидеть специальное устройство, позволяющее даже после приёма такого количества вина, попадать ключом в замочную скважину с первого раза.

### Рыцарский зал

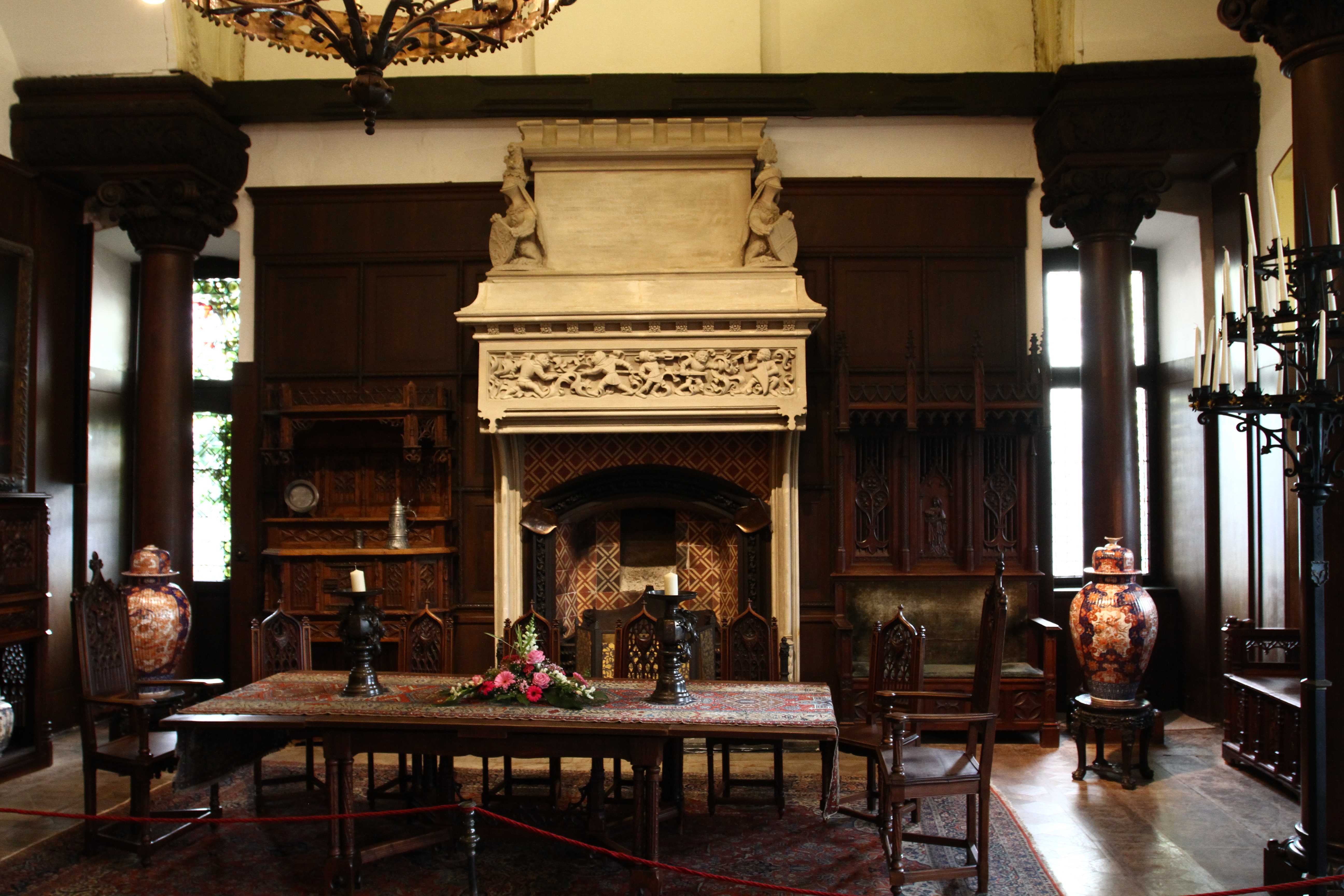
Рыцарский зал

Самое большое помещение замка. Мощные дубовые колонны поддерживают потолок. Верхние части колонн покрыты резьбой (мотивы резьбы на всех колоннах различны). Верхняя часть камина украшена двумя скульптурами львов в рыцарских геральдический шлем. Зал украшают две картины: «Даная» школы Тициана и «Похищение сабинянок» — школы Пауля Рубенса (оригиналы картин экспонируются в художественной галерее Прадо, Мадрид. На старинном сундуке в стиле Ренессанс расположены японские, и напротив — китайские вазы. Мебель, собранная в этом зале, дает представление о жизни в XIX веке.

### Оружейная
Здесь впечатляет богатой резьбой балюстрада, украшающая лестницу, большой шкаф в стиле Ренессанс — ценнейший среди представленной мебели, и доспехи рыцаря, жившего в Инсбруке, который имел рост 2,38 м. Выставленное здесь оружие — имитация вооружения XVI века. В этом же зале можно узнать, что стоимость оснащения одного рыцаря (вместе с оружием и боевым конём) равнялась стоимости 45 коров.

### Балкон
С балкона открывается прекрасный вид на Кохем. Замок стоит на высоте 100 м над уровнем реки и господствовал в старину над главным речным путём, связывавшим Германию с Францией. Неудивительно, что замок выполнял функции таможенного пункта. Река здесь перекрывалась мощной цепью, которая с помощью блоков и тросов управлялась прямо из крепости.

### Двор
В восточном углу замка располагается небольшая капелла, а рядом с ней — гостевой дом. Для обеспечения обитателей замка питьевой водой во дворе был сооружён колодец, глубина которого составляет 50 м. (до воды 48 м.). На этой глубине скалу пересекает водяная жила. Для хозяйственных целей использовалась дождевая вода, которая собиралась в большие бочки.
Отдельно стоит сказать о сторожевой башне, т. н. «Башне ведьм», расположенной между 3-ми и 4-ми воротами. Она уцелела при разрушении замка в 1689 году. В отличие от других строений, башня оштукатурена. Специалисты находят на уцелевшей штукатурке следы краски. Видимо, до разрушения все строения замка были оштукатурены и покрашены. По желанию Луи Равене на западной стороне главной башни выложена большое мозаичное панно размером 8×4 м, изображающая св. Христофора.